# Ben Idrissa Derme
Ben Idrissa Derme (Abra, 21 gennaio 1982 – Biguglia, 11 settembre 2016) è stato un calciatore burkinabé, di ruolo difensore.

## Carriera

### Club
Nato in Burkina Faso ha esordito a 21 anni nel campionato del suo Paese con la maglia dell'Étoile Filante Ouagadougou, dopo una stagione passa allo Sheriff Tiraspol con cui vince quattro campionato moldavi, due coppe nazionali e una supercoppa. 
Dopo l'esperienza in Moldavia torna per una stagione in Burkina Faso dove gioca nell'Union Sportive de Ouagadougou e poi si trasferisce in Corsica, dove gioca nel Corte nel Championnat de France amateur 2, la quinta categoria dilettantistica francese e poi passa al CA Bastia dove gioca quattro stagioni passando dai dilettanti alla Ligue 2.
Dopo aver giocato nel CA Bastia passa all'EF Bastia in Division d'Honneur, la divisione regionale còrsa e poi al Biguglia nell'estate del 2016.
Muore in campo a Biguglia in Corsica l'11 settembre 2016 a causa di un arresto cardiaco durante una partita della Coppa di Francia tra il Biguglia e il Furiani-Agliani.

### Nazionale
Ha giocato quattro volte con la maglia della sua Nazionale dal 2006 al 2010, tutte in partite amichevoli giocate in Francia.

## Statistiche

### Cronologia presenze e reti in nazionale
| Cronologia completa delle presenze e delle reti in nazionale ― Burkina Faso | Cronologia completa delle presenze e delle reti in nazionale ― Burkina Faso | Cronologia completa delle presenze e delle reti in nazionale ― Burkina Faso | Cronologia completa delle presenze e delle reti in nazionale ― Burkina Faso | Cronologia completa delle presenze e delle reti in nazionale ― Burkina Faso | Cronologia completa delle presenze e delle reti in nazionale ― Burkina Faso | Cronologia completa delle presenze e delle reti in nazionale ― Burkina Faso | Cronologia completa delle presenze e delle reti in nazionale ― Burkina Faso |
| Data                                                                        | Città                                                                       | In casa                                                                     | Risultato                                                                   | Ospiti                                                                      | Competizione                                                                | Reti                                                                        | Note                                                                        |
| --------------------------------------------------------------------------- | --------------------------------------------------------------------------- | --------------------------------------------------------------------------- | --------------------------------------------------------------------------- | --------------------------------------------------------------------------- | --------------------------------------------------------------------------- | --------------------------------------------------------------------------- | --------------------------------------------------------------------------- |
| 28-2-2006                                                                   | Rouen                                                                       | Algeria                                                                     | 0 – 0                                                                       | Burkina Faso                                                                | Amichevole                                                                  | -                                                                           |                                                                             |
| 11-8-2010                                                                   | Senlis                                                                      | Burkina Faso                                                                | 3 – 0                                                                       | Rep. del Congo                                                              | Amichevole                                                                  | -                                                                           |                                                                             |
| 6-9-2010                                                                    | Cannes                                                                      | Burkina Faso                                                                | 1 – 1                                                                       | Gabon                                                                       | Amichevole                                                                  | -                                                                           |                                                                             |
| 17-11-2010                                                                  | Saint-Gratien                                                               | Guinea                                                                      | 1 – 0                                                                       | Burkina Faso                                                                | Amichevole                                                                  | -                                                                           |                                                                             |
| Totale                                                                      |                                                                             | Presenze                                                                    | 4                                                                           |                                                                             | Reti                                                                        | 0                                                                           |                                                                             |

## Palmarès

### Club

#### Competizioni nazionali
- Campionato moldavo: 4

Sheriff Tiraspol: 2004-2005, 2005-2006, 2006-2007, 2007-2008
- Coppa di Moldavia: 2

Sheriff Tiraspol: 2005-2006, 2007-2008
- Supercoppa di Moldavia: 2

Sheriff Tiraspol: 2005, 2007
- Championnat de France amateur: 1

CA Bastia: 2011-2012